# کنترل حرکتی
کنترل حرکت زیر شاخه ای از اتوماسیون است که شامل سیستم‌ها یا زیرسیستم‌های درگیر در قسمت‌های متحرک ماشین‌ها به صورت کنترل شده‌است. سیستم‌های کنترل حرکت به‌طور گسترده در زمینه‌های مختلفی برای اهداف اتوماسیون استفاده می‌شوند، از جمله مهندسی دقیق، ساخت میکرو، بیوتکنولوژی و نانوتکنولوژی. اجزای اصلی درگیر معمولاً شامل یک کنترل‌کننده حرکت، یک تقویت کننده انرژی و یک یا چند محرک یا محرک اصلی هستند. کنترل حرکت ممکن است حلقه باز یا حلقه بسته باشد. در سیستم‌های حلقه باز، کنترل‌کننده فرمانی را از طریق تقویت‌کننده به محرک اصلی یا محرک ارسال می‌کند و نمی‌داند که آیا حرکت مورد نظر واقعاً محقق شده‌است یا خیر. سیستم‌های معمولی شامل موتور پله ای یا کنترل فن است. برای کنترل دقیق تر با دقت بیشتر، ممکن است یک دستگاه اندازه‌گیری به سیستم اضافه شود (معمولاً نزدیک به حرکت انتهایی). هنگامی که اندازه‌گیری به سیگنالی تبدیل می‌شود که به کنترل کننده بازگردانده می‌شود و کنترل کننده هرگونه خطا را جبران می‌کند، به یک سیستم حلقه بسته تبدیل می‌شود.
به‌طور معمول موقعیت یا سرعت ماشین‌ها با استفاده از انواعی از دستگاه‌ها مانند پمپ هیدرولیک، محرک خطی یا موتور الکتریکی، به‌طور کلی یک سروو کنترل می‌شود. کنترل حرکت بخش مهمی از رباتیک و ماشین‌ابزار CNC است، اما در این موارد پیچیده‌تر از زمانی است که با ماشین‌های تخصصی استفاده می‌شود، جایی که سینماتیک معمولاً ساده‌تر است. دومی اغلب کنترل حرکت عمومی (GMC) نامیده می‌شود. کنترل حرکت به‌طور گسترده در صنایع بسته‌بندی، چاپ، نساجی، تولید نیمه هادی و مونتاژ استفاده می‌شود. کنترل حرکت شامل هر فناوری مربوط به حرکت اجسام است. هر سیستم حرکتی از سیستم‌های با اندازه میکرو مانند محرک‌های میکروالقایی نوع سیلیکونی گرفته تا سیستم‌های میکروسیمل مانند سکوی فضایی را پوشش می‌دهد. اما، این روزها تمرکز کنترل حرکت، فناوری کنترل ویژه سیستم‌های حرکتی با محرک‌های الکتریکی مانند سروو موتورهای dc/ac است. کنترل دستکاری‌های رباتیک نیز در زمینه کنترل حرکت گنجانده شده‌است، زیرا اکثر دستکاری‌های رباتیک توسط موتورهای سروو الکتریکی هدایت می‌شوند و هدف کلیدی کنترل حرکت است.

## بررسی اجمالی
معماری اصلی یک سیستم کنترل حرکت شامل:
- یک کنترل‌کننده حرکت، که مسیرهای مکانیکی (پروفایل حرکت) را محاسبه و کنترل می‌کند، یک محرک باید از آن پیروی کند (یعنی برنامه‌ریزی حرکت) و در سیستم‌های حلقه بسته، از بازخورد برای انجام اصلاحات کنترل و در نتیجه اجرای کنترل حلقه بسته استفاده می‌کند.
- یک درایو یا تقویت کننده برای تبدیل سیگنال کنترل از کنترل کننده حرکت به انرژی که به محرک ارائه می‌شود. درایوهای «هوشمند» جدیدتر می‌توانند حلقه‌های موقعیت و سرعت را به صورت داخلی ببندند و در نتیجه کنترل بسیار دقیق تری را به همراه دارند.
- محرک یا محرک اصلی مانند پمپ هیدرولیک، سیلندر پنوماتیک، محرک خطی یا موتور الکتریکی برای حرکت خروجی.
- در سیستم‌های حلقه بسته، یک یا چند حسگر بازخورد مانند رمزگذار مطلق و افزایشی، حل‌کننده‌ها یا دستگاه‌های اثر هال برای بازگرداندن موقعیت یا سرعت محرک به کنترل‌کننده حرکت به منظور بستن حلقه‌های کنترل موقعیت یا سرعت.
- اجزای مکانیکی برای تبدیل حرکت محرک به حرکت مورد نظر شامل: چرخ دنده‌ها، شفتینگ، بال اسکرو، تسمه‌ها، پیوندها و یاتاقان‌های خطی و دورانی.

رابط بین کنترل کننده حرکت و درایوهای کنترل آن در مواقعی که حرکت هماهنگ مورد نیاز است بسیار حیاتی است، زیرا باید همگام سازی دقیقی را ارائه دهد. از نظر تاریخی تنها رابط باز یک سیگنال آنالوگ بود، تا زمانی که رابط‌های باز توسعه یافتند که الزامات کنترل حرکت هماهنگ را برآورده می‌کرد، اولین رابط SERCOS در سال ۱۹۹۱ بود که اکنون به SERCOS III ارتقا یافته‌است. رابط‌های بعدی که قادر به کنترل حرکت هستند عبارتند از Ethernet/IP , Profinet IRT، Ethernet Powerlink و اترکت.
توابع کنترل رایج عبارتند از:
- کنترل سرعت.
- کنترل موقعیت (نقطه به نقطه): روشهای مختلفی برای محاسبه مسیر حرکت وجود دارد. اینها اغلب بر اساس پروفیل‌های سرعت یک حرکت مانند نیمرخ مثلثی، نیمرخ ذوزنقه ای یا پروفیل منحنی S هستند.
- کنترل فشار یا نیرو
- کنترل امپدانس: این نوع کنترل برای تعامل با محیط و دستکاری اشیا مانند رباتیک مناسب است.
- چرخ دنده الکترونیکی (یا پروفیل بادامک): موقعیت یک محور برده از نظر ریاضی با موقعیت یک محور اصلی مرتبط است. یک مثال خوب برای این می‌تواند در سیستمی باشد که در آن دو درام دوار با یک نسبت معین به یکدیگر می‌چرخند. مورد پیشرفته تر دنده‌های الکترونیکی بادامک الکترونیکی است. با بادامک الکترونیکی، یک محور slave نمایه ای را دنبال می‌کند که تابعی از موقعیت اصلی است. این نمایه نیازی به نمک نیست، اما باید یک تابع متحرک باشد

## بیشتر خواندن
- Tan KK, TH Lee و S. Huang، کنترل حرکت دقیق: طراحی و پیاده‌سازی، ویرایش دوم، لندن، اسپرینگر، ۲۰۰۸.
- الیس، جورج، راهنمای طراحی سیستم کنترل، ویرایش چهارم: استفاده از رایانه برای درک و تشخیص کنترلرهای بازخورد